# Consolă (mecanică)

Scheme de grinzi în consolă.
În exemplul de sus consola este fixată prin încastrare, care preia momentul sarcinii.
În exemplul din mijloc consola se extinde dincolo de două reazeme.
În exemplul de jos momentul sarcinii este preluat de un element elastic (arc).
Exemplele de sus și de jos sunt echivalente structural, însă având rigiditatea reazemului diferită.

În mecanica solidului și rezistența materialelor o grindă în consolă este un element structural rigid care se extinde orizontal și nu este susținut la un capăt (la capătul liber). De obicei se extinde de la o suprafață verticală plană, cum ar fi un perete, de care trebuie să fie atașată ferm. Ca și alte elemente structurale, o consolă poate fi formată dintr-o bară, o grindă cu zăbrele⁠(d) sau o placă metalică sau de beton armat.
Când este supusă unei sarcini structurale⁠(d) la capătul său liber, consola transmite sarcina reazemului, unde aplică o forță tăietoare și un moment încovoietor.
Grinzile în consolă permit extinderea structurilor fără a se apela la reazeme suplimentare.

## Poduri, turnuri și clădiri
Grinzile în consolă se găsesc pe scară largă în construcții, în special la poduri în consolă și balcoane (vezi consolă). La podurile în consolă, consolele sunt de obicei construite în perechi, fiecare consolă fiind folosită pentru a susține un capăt al unei secțiuni centrale. Podul Forth⁠(d) din Scoția este un exemplu de pod în consolă.
Consolele temporare sunt adesea folosite în construcții. Structura construită parțial creează o consolă, dar structura finalizată nu acționează ca o consolă. Acest lucru este foarte util atunci când nu se pot folosi reazeme în timpul construcției (de exemplu, peste un drum aglomerat sau un râu peste o vale adâncă). Aproape toate podurile cu hobane sunt construite folosind console, deoarece acesta este unul dintre principalele lor avantaje. Multe poduri sunt construite din segmente scurte. Acest tip de construcție se pretează bine unei construcții echilibrate în consolă, unde podul este construit în ambele direcții din fiecare pilon.
Aceste structuri își bazează în mare măsură stabilitatea pe echilibrul lor la rotație și torsiune.
În construcții Frank Lloyd Wright a folosit la Vila Kaufmann grinzi în consolă pentru a realiza balcoane mari. Stadioanele Old Trafford și Miami Stadium au avut acoperișuri în consolă deasupra tribunelor. Cel mai mare acoperiș de acest tip din Europa este cel al stadionului St James' Park din Newcastle-upon-Tyne.
Structuri în consolă mai puțin evidente sunt cele verticale, cum ar fi antenele radio fără ancorare cu cabluri sau coșurile de fum, care rezistă la sarcinile date de vânt prin fixarea lor în fundație.

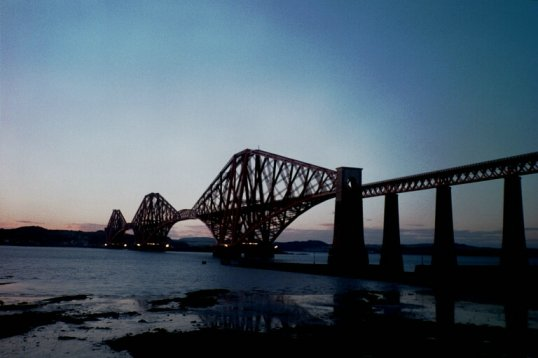
Podul Forth, un pod cu grinzi cu zăbrele în consolă
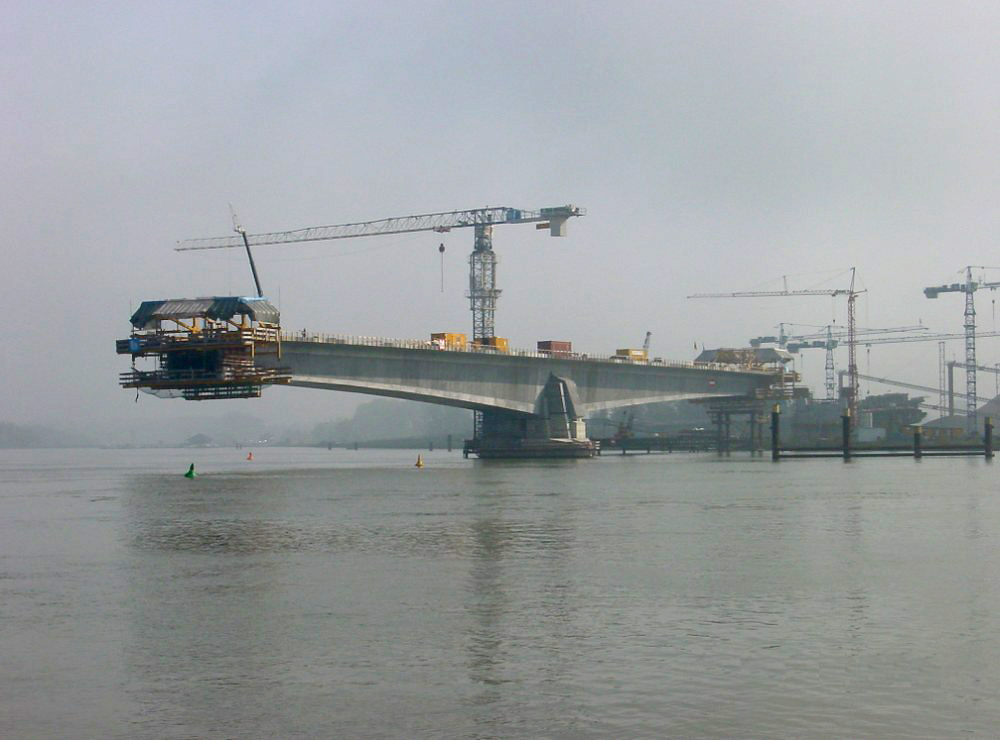
Pod de beton armat în construcție cu echilibrarea a două grinzi în consolă care progresează în direcții opuse
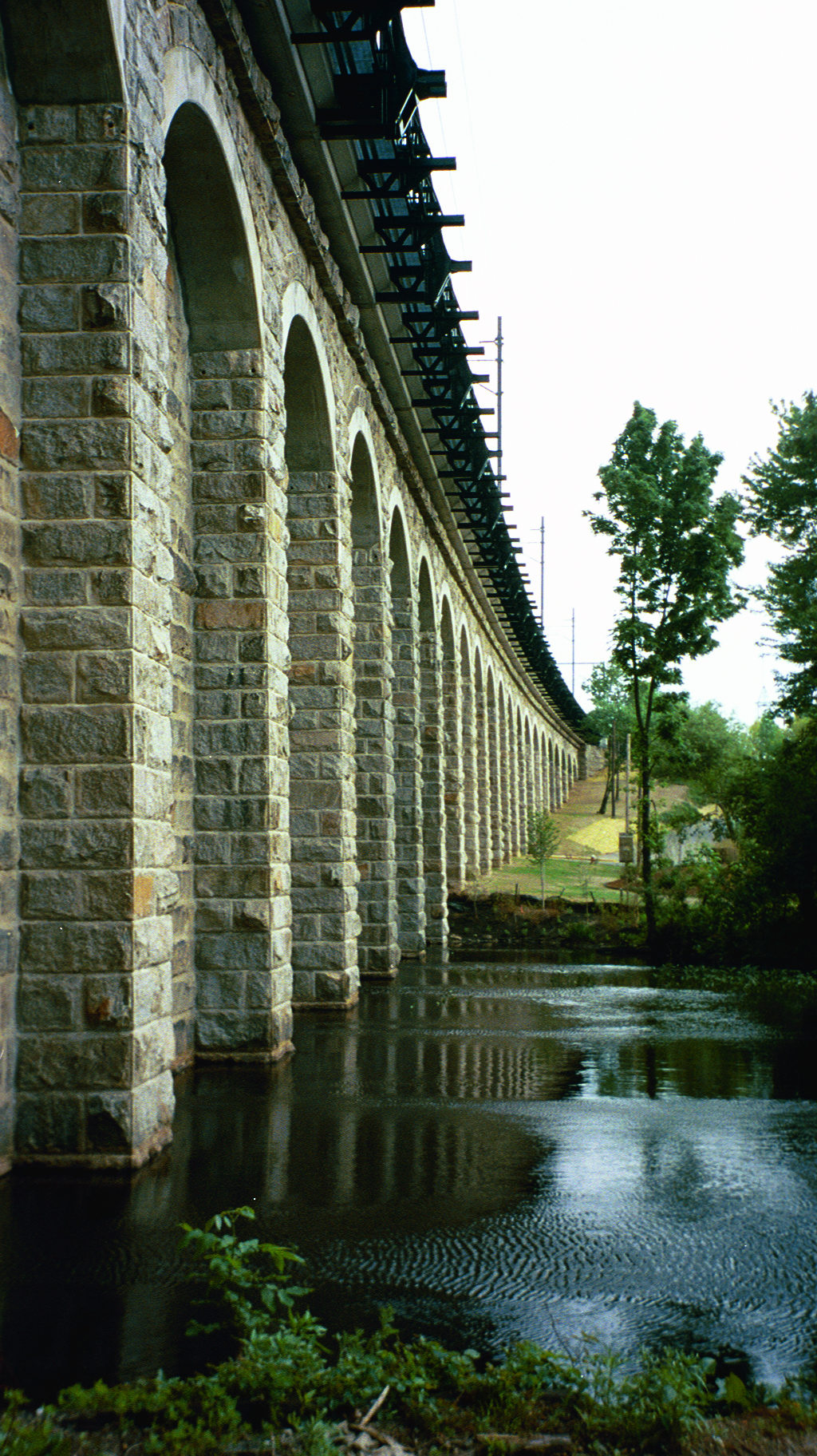
Pod cu calea de rulare extinzându-se lateral în consolă
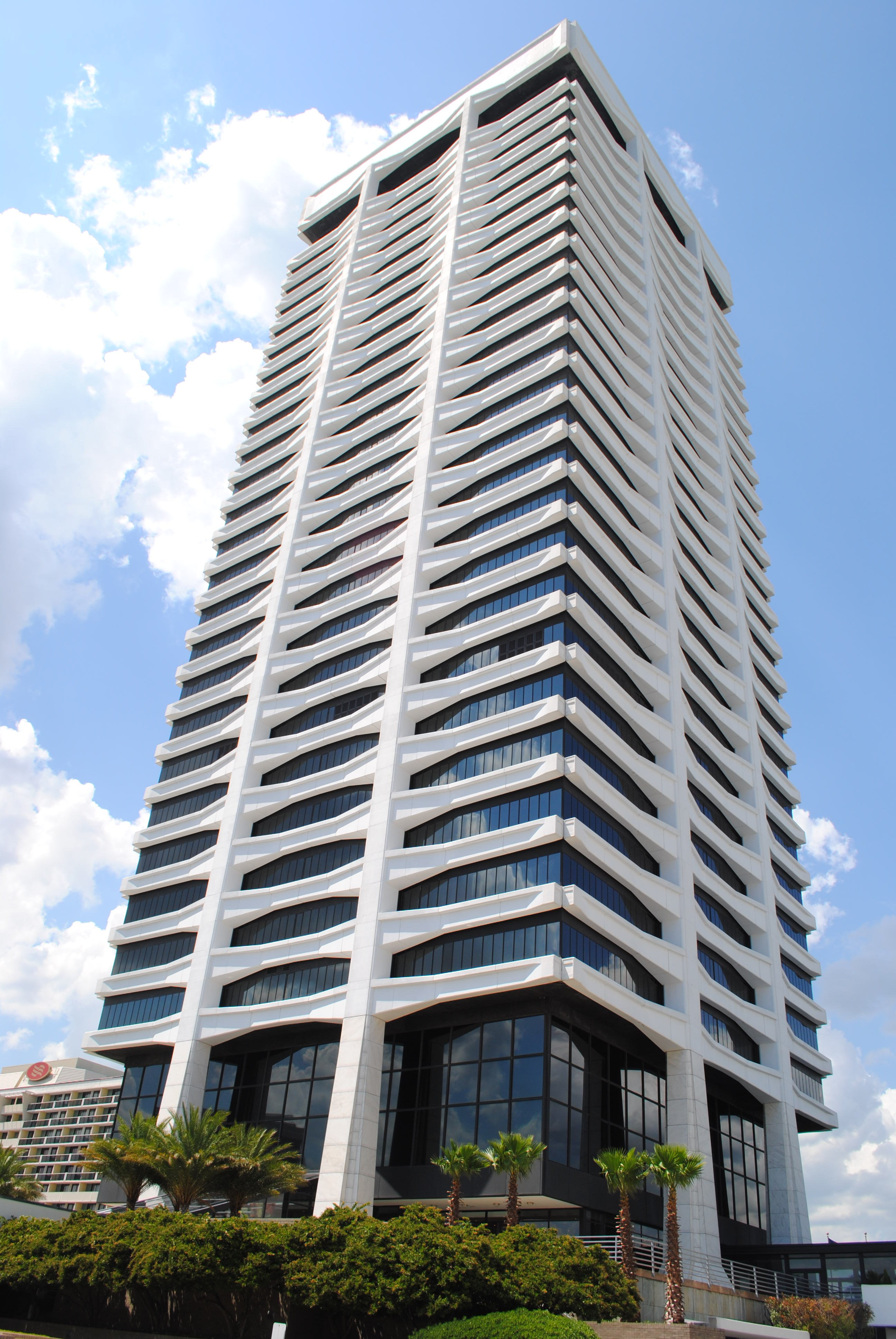
Fațada cu grinzi în consolă a Riverplace Tower
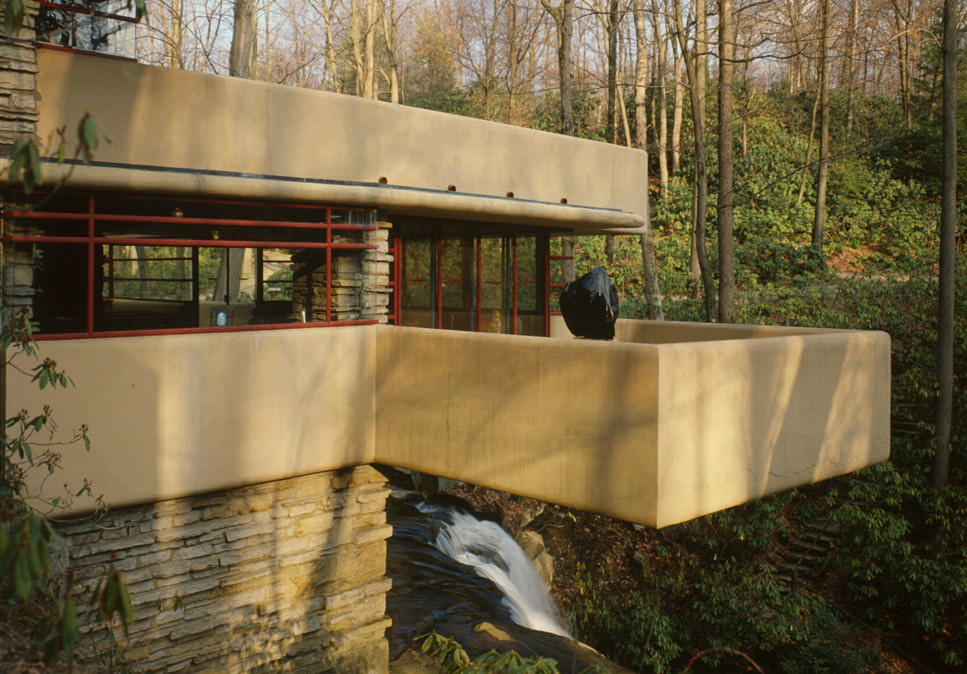
Balcon în consolă la Vila Kaufmann

## Avioane

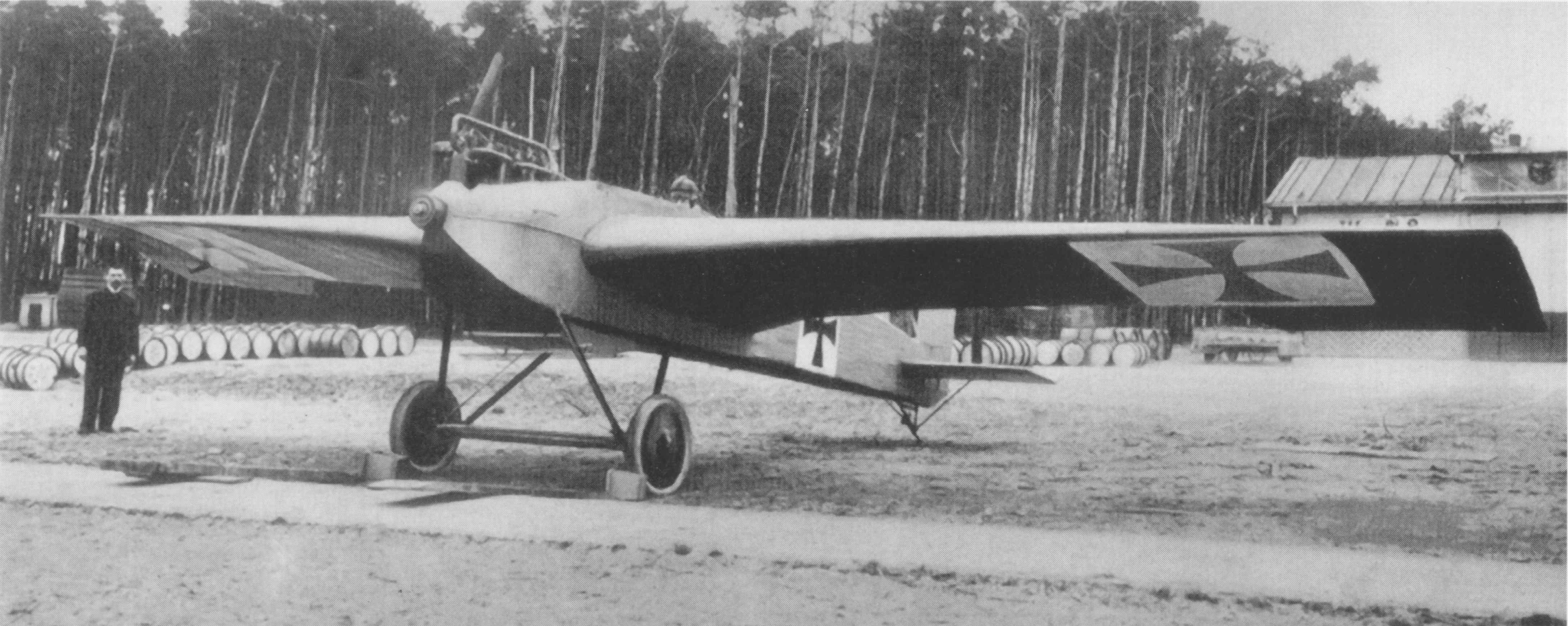
Junkers J 1 din 1915, primul avion complet metalic și cu aripi în consolă

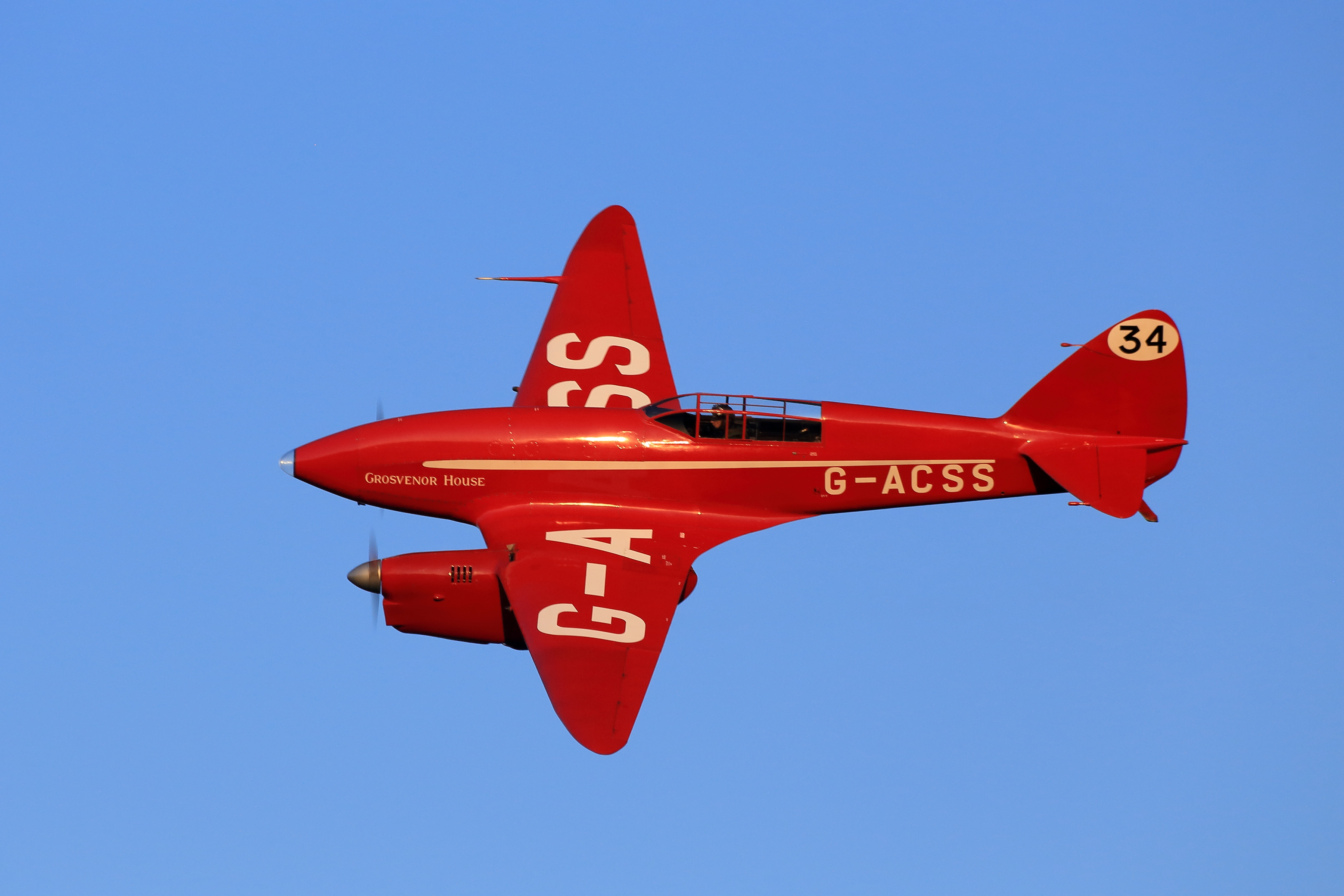
de Havilland DH.88 Comet G-ACSS, câștigător al Marii Curse Aeriene din 1934, având aripi în consolă

Aripile în consolă sunt folosite în mod obișnuit la aeronavele cu aripi fixe. Inițial avioanele aveau aripile rigidizate cu hobane și stâlpi, dar acestea măreau rezistența aerodinamică, ceea ce limita performanța. Deși sunt mai grele, aripile în consolă evită această problemă și permit avionului să zboare mai repede.
Hugo Junkers a fost pionierul aripii în consolă în 1915. La doar o duzină de ani după zborurile inițiale ale fraților Wright, Junkers s-a străduit să elimine practic toate elementele de contravântuire externe pentru a scădea rezistența aerodinamică a aeronavei. Rezultatul a fost monoplanul Junkers J 1 din 1915, realizat integral din metal, proiectat de la început cu aripi în consolă metalice. La aproximativ un an după succesul inițial al Junkers J 1, Reinhold Platz de la Fokker a avut succes cu un sescviplan cu aripi în consolă, însă din lemn, Fokker V. 1.
În aripa în consolă apar una sau mai multe grinzi puternice, numite lonjeroane⁠(d), care se întind de-a lungul aripii (anvergurii). Are un capăt fixat rigid pe fuzelaj, iar capătul liber este vârful aripii. În zbor, aripile generează portanță, pe care lonjeroanele o transmit fuzelajului. În anii 1920 puterea motoarelor de avion a crescut, ca urmare a crescut și viteza de zbor. Aripa în consolă este preferată la viteze de peste 300 km/h, unde rezistența aerodinamică a hobanelor este inacceptabilă, însă portanța crește, ceea ce permite lonjeroane relativ grele și rezistente. Actual aripile în consolă sunt generalizate.